# Ernakulam
Ernakulam este un oraș în India.